# Antonio García y García
Antonio García y García (* 23. Oktober 1880 in Bullas; † 15. Mai 1953 in Valladolid) war ein spanischer römisch-katholischer Geistlicher und Erzbischof von Valladolid.

## Leben
An der römischen Universität Gregoriana erlangte er Doktorgrade in Philosophie, Theologie und Kanonischem Recht. Ab 1911 war er Pönitentiar der Diözese Málaga. Im Jahr 1919 wurde er Generalvikar des Bistums Ávila, von 1923 bis 1924 war er Generalvikar im Bistum Madrid.
Papst Pius XI. ernannte ihn am 5. Februar 1930 zum Bischof von Túy. Die Bischofsweihe spendete ihm am 25. Mai 1930 der Apostolische Nuntius in Spanien, Erzbischof Federico Tedeschini; Mitkonsekratoren waren Francisco Frutos y Valiente, Bischof von Salamanca, und Manuel González y García, Bischof von Málaga. Am 4. Februar 1938 wurde er zum Erzbischof von Valladolid erhoben.
Antonio García y García starb nach fast 23 Jahren im Bischofsamt und wurde in der Kathedrale von Valladolid beigesetzt.

## Wirken
Als Erzbischof machte Antonio García y García sich um den Ausbau der Kathedrale von Valladolid verdient. Er ließ nach einem Entwurf des Architekten Antonio Palacios ein „Denkmal der spanischsprachigen Länder für die Heiligen Herzen Jesu und Mariens“ errichten. Ferner ließ er die Kathedrale durch einen Kreuzweg und eine Kapelle nach den ursprünglichen Entwürfen von Juan de Herrera vervollständigen.